# Кишинёвская железная дорога

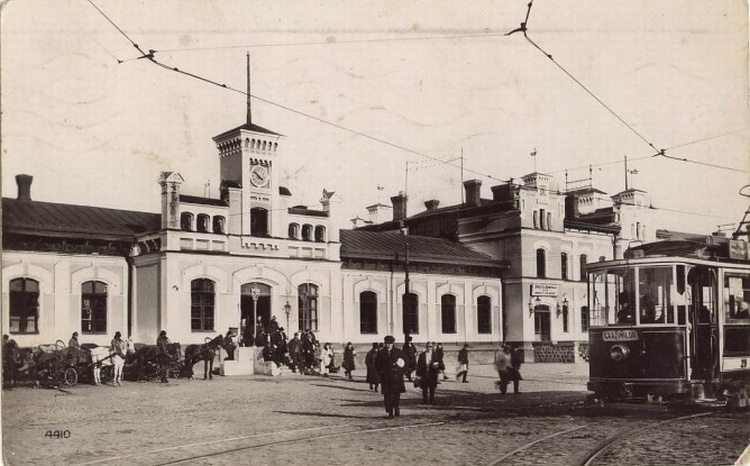
Вокзал в Кишиневе, 1936 г.

Кишинёвская железная дорога — железная дорога существовавшая в СССР с 1940 до 1953 года.

## История
Дорога проходила по территории Молдавской ССР и Украинской ССР (по Измаильской и Черновицкой областям).
Образована в 1940 году. В мае 1953 года дорога объединена с Одесской железной дорогой в Одесско-Кишинёвскую железную дорогу.
В 1979 году снова стала самостоятельной Молдавской железной дорогой.